# Die deutsche Schrift
Die deutsche Schrift ist eine seit 1927 bestehende Vereinszeitschrift des Bundes für deutsche Schrift und Sprache.

## Geschichte
Das Vorgängerblatt, das von 1918 bis 1926 erschien, nannte sich „Bundes-Nachrichten“. Durch die Auflösung des Vereines 1941 wurde die Zeitschrift mit der Dezemberausgabe 1940, die bereits versandfertig vorlag, aber nicht mehr verschickt werden durfte, eingestellt. Da sich der Bund 1951 wiedergründete, konnte die Zeitschrift im Jahr 1952 unter ihrem alten Namen erneut aufgelegt werden. Die neue Zählung der Hefte beginnt allerdings mit den „Mitteilungen“ von Oktober 1951 als Heft 1 neuer Zählung. In den Jahren 1979 bis 1983 waren den Heften Mitteilungsblätter beigelegt.
Der Bund für deutsche Schrift und Sprache stellt die in seinem Archiv befindlichen Hefte auf CD-ROM zur Verfügung. Die Hefte vor 1921, also die Hefte 1 bis 10 der „Bundes-Nachrichten“ sind als Kriegsverlust zu verzeichnen und konnten bisher nicht nachbesorgt werden, der Bund selbst bittet Leute, die noch einzelne Ausgaben davon haben, diese dem Bund zur Verfügung zu stellen.
Die Ausgaben von 1927 bis März 1937 hatten das Format A5, von Juli 1937 bis 1940 wählte man A4. In den Jahren von 1952 bis 1982 kehrte man zu A5 zurück. Von 1982 bis 2013 erschien „Die deutsche Schrift“ in B5. Seit Heft 3/2010 (Nr. 175) gibt es zweimal jährlich eine vierfarbige Bildbeilage. Seit 2014 erscheinen die Hefte vierfarbig in A4.
Von 1929 bis 1931 war den Heften eine vierseitige Kunstdruckbeilage hinzugefügt.

## Themenbereiche
Die behandelten Hauptthemen sind: Deutsche Sprache, Sprachpflege, Sprachgeschichte, Bruchschriften (Gotisch, Schwabacher und Fraktur), deutsche Schreibschrift (Kurrent, Sütterlin), Typographie, Drucktechnik, Rechtschreibreform und Vereinsleben.
Daneben finden sich auch immer wieder Beiträge zu Themen, die die genannten Hauptthemen nur streifen, wie etwa Tintenherstellung, Schreibgeräte oder Siegelkunde.
In jeder Ausgabe findet sich eine Seite mit dem Thema „Gebrochene Schriften als Blickfang“, wo Fotos von Gebäudeinschriften, Schaufenstern oder Grabsteinen zu finden sind, auf denen Fraktur oder die deutsche Schreibschrift verwendet wurde. Jedes Bild wird in einem kurzen Kommentar erklärt. Oftmals werden auch falsch gesetzte Inschriften vorgestellt, deren Fehler dann dort aufgezeigt und verbessert werden.
Die Zeitschrift enthält mehrmals im Jahr Literaturbeilagen.

## Erscheinen
Die Zeitschrift erscheint vierteljährlich, und zwar in der Regel Ende März, Juni, September und Dezember.
Die Hefte werden, wie alle Veröffentlichungen dieses Bundes, in gebrochenen Schriften und in alter Rechtschreibung gedruckt. Für jede Folge des Heftes werden dazu nach Möglichkeit andere Schriften verwendet.

## Schriftleitung
| Jahre      | Heft Nr.                         | Schriftleiter        | Stellvertreter oder Betreuer (B) einzelner Hefte |
| ---------- | -------------------------------- | -------------------- | ------------------------------------------------ |
| 1918–1926  | 1–21 (Bundesnachrichten)         | Paul Gebhardt        |                                                  |
| 1926       | 22–25 (Bundesnachrichten)        | Max Fleck            |                                                  |
| 1926–1936  | 1/27–4/36 (Die deutsche Schrift) | Max Fleck            |                                                  |
| 1937       | 1/37                             | Otto Stiehl          |                                                  |
| 1937–1938  | 1 (Neue Folge) – 5               | Konrad Bindewald     |                                                  |
| 1939       | 1/39–2/39                        | Franz Thierfelder    |                                                  |
| 1940       |                                  | Gerd May             |                                                  |
| 1940–1941  |                                  | Heinrich ten Wolde   |                                                  |
| 1951–1959  | 1–17                             | Heinrich ten Wolde   | unbesetzt                                        |
| 1959–1962  | 18–21                            | Arnold Lämmel        | unbesetzt                                        |
| 1962–1963  | 22–23                            | unbesetzt            | Otto Schmidt (B)                                 |
| 1963       | 24                               | unbesetzt            | Karl Arndt (B)                                   |
| 1963–1964  | 25                               | Fritz Gonschorek     | unbesetzt                                        |
| 1964–1980  | 26–45, 47–54, 56–62              | Rudolf Kneip         |                                                  |
| 1973, 1977 | 46, 55                           |                      | Heinrich Heeger (B)                              |
| 1980–1982  | 63–66                            | Wolfgang Neuloh      |                                                  |
| 1982–1985  | 67–68, 70, 72                    | Claudio Peter Bezdek |                                                  |
|            | 69                               |                      | Wolfgang Hendlmeier (B)                          |
| 1984       | 71                               |                      | Friedrich Zölzer (B)                             |
| 1985–1995  | 73, 75, 78, 80–84, 86–115        | Wolfgang Hendlmeier  |                                                  |
| 1985       | 74                               |                      | Jan Kröger, C. Peter Bezdek (B)                  |
| 1985       | 76                               |                      | Friedrich Zölzer, Helmut Delbanco (B)            |
| 1985–1987  | 77, 79, 85                       |                      | Jan Kröger, Hartwig Wilde (B)                    |
| 1995–1997  | 116–122                          | Harald Süß           | Wolfgang Hendlmeier                              |
| 1997–1998  | 123–127                          | Rolf Thieme          | Holger Kiffmeyer                                 |
| 1998–2004  | 128–149                          | Harald Rösler        | Harald Süß                                       |
| 2004–2005  | 150–153                          | unbesetzt            | Harald Süß (B)                                   |
| 2005–2006  | 154–158                          | Mathias Weifert      | Harald Süß                                       |
| 2006–2007  | 159–161                          |                      | Harald Süß (B)                                   |
| seit 2007  | ab 162                           | Franz Neugebauer     | Harald Süß                                       |